# 康涅狄格大学哈士奇队
康涅狄格大学哈士奇队（英語：Connecticut Huskies）代表康涅狄格大学参加国家大学体育协会（NCAA）的多项体育赛事，是大東聯盟的成员之一，主要运动项目包括美式足球以及男、女篮球等。学校也是同时参加NCAA最高级别美式足球与冰球赛事的15所学校之一。原为美国竞技联盟的成员，2020年加入大東聯盟。

## 全国冠军
康涅狄格大学校史上曾获得过24次全国冠军：
- 男子（8次）
  - 篮球（6次）：1999年、2004年、2011年、2014年、2023年、2024年
  - 足球（2次）：1981年、2000年
- 女子（15次）
  - 篮球（11次）：1995年、2000年、2002年、2003年、2004年、2009年、2010年、2013年、2014年、2015年、2016年
  - 曲棍球（4次）：1981年、1985年、2013年、2014年

以下为未经NCAA背书的全国冠军：
- 男子足球（1次）：1948年